# William de Ros (Adliger, † um 1310)

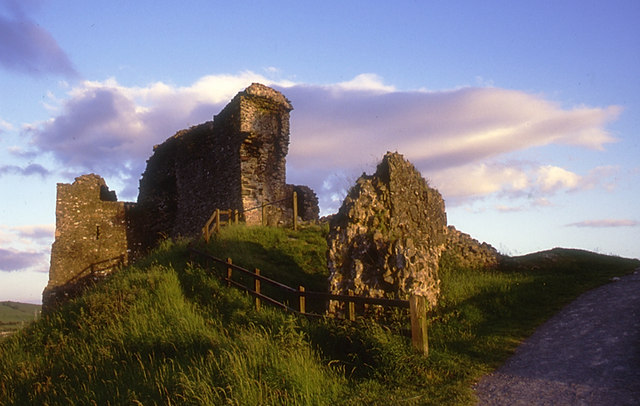
Die Ruinen von Kendal Castle, dem Sitz von William de Ros

William de Ros, Lord of Kendal († um 1310) war ein englischer Adliger.
William de Ros war ein jüngerer Sohn von Robert de Ros, Lord of Wark und dessen Frau Margaret de Brus. Sein Vater hatte 1270 seinen Vater Robert de Ros of Wark beerbt, starb aber bereits 1274. Daraufhin erbte Williams älterer Bruder Robert die Besitzungen der Familie sowie Wark Castle in Northumberland. William erbte dagegen Kendal Castle, das seine Mutter mit in die Ehe gebracht hatte.
Nachdem Williams Bruder während des Kriegs mit Schottland vermutlich aus Liebe zu einer Schottin die Seiten gewechselt hatte, besetzte William Wark Castle und sicherte es so für die Engländer. Nach der englischen Niederlage in der Schlacht von Stirling 1297 schloss sich Ros Marmaduke Thwing und Fulk FitzWarine an, die mit der Verteidigung von Stirling Castle beauftragt worden waren. Die Schotten belagerten die Burg, bis sich die Besatzung zum Ende des Jahres 1299 ergeben musste. Der schottische Befehlshaber William Wallace verschonte Williams Leben aufgrund des Seitenwechsels seines Bruders, ließ ihn aber in Ketten in Dumbarton Castle einkerkern. Ob er ausgelöst wurde oder erst mit der schottischen Kapitulation im Frühjahr 1304 freikam, ist unbekannt.
Nach seiner Freilassung erhielt Ros 1309 das Marktrecht für den Ort Kendal. Er hatte eine Elizabeth geheiratet, deren Herkunft unbekannt ist. Mit ihr hatte er mindestens einen Sohn, der sein Erbe wurde:
- Thomas de Ros, Lord of Kendal (um 1307–1390)

Da sein Sohn bei seinem Tod noch minderjährig war, wurde die Vormundschaft 1311 William de Sulleye zugesprochen.